# Rubén Cornejo
Rubén Cornejo Braojos (Segovia, 17 novembre 1985) è un ex giocatore di calcio a 5 spagnolo.

## Carriera
Impiegato prevalentemente come ala oppure pivot, è un giocatore rapido, bravo tatticamente e dinamico, che arretra frequentemente per aiutare i compagni nella fase difensiva.
Cresciuto nella cantera del Segovia, nel 2003-04 vince un campionato Under 18 con la rappresentativa della Castiglia e León. La stagione seguente esordisce nella Division de Honor, venendo gradualmente inserito nella prima squadra e meritandosi la convocazione nella Nazionale Under 21. Nel 2007 si trasferisce al Magna Navarra dove rimane una sola stagione, per poi passare al Castellón e quindi al Manacor. Desideroso di confrontarsi con un'esperienza all'estero, nell'estate 2013 si trasferisce alla Lazio con cui raggiunge la finale di Coppa Italia e la semifinale play-off, persa contro l'Acqua&Sapone. L'estate seguente si trasferisce proprio nella compagine patavina dove rimane tuttavia pochi mesi poiché il 4 dicembre viene ceduto alla Carlisport Cogianco in Serie A2. Nella finestra invernale di trasferimento della stagione 2016-17 fa rientro in patria, accordandosi con il Betis. Al termine della stagione 2021-22 annuncia il ritiro e il proprio ingresso nello staff tecnico del Betis.